# Spengler Cup 1931
Der Spengler Cup 1931 (französisch Coupe Spengler 1931) war die neunte Auflage des gleichnamigen Wettbewerbs und fand vom 27. Dezember 1931 bis 31. Dezember 1931  im Schweizer Luftkurort Davos statt. Als Spielstätte fungierte das dortige Eisstadion.
Das Turnier gewann die Mannschaft der Oxford University, die im Finale den Berliner SC mit 4:1 besiegte.

## Teilnehmer und Modus
In der Vorrunden spielten 9 Mannschaften in drei Gruppen, wobei jede Mannschaft nur 2 Spiele bestritt,
zur Ermittlung der Teilnehmer am Halbfinale. Anschließend folgten Finalspiel und Spiel um Platz 3.

## Turnierverlauf

### Qualifikation

#### Gruppe 1
- 27. Dezember 1931: HC Davos – HC Milano 4:2 (1:2, 0:0, 3:0)
- 28. Dezember 1931: SC Riessersee – HC Davos 2:8 (1:3, 0:2, 1:3)
- 29. Dezember 1931: SC Riessersee – HC Milano 2:1 (1:1, 1:0, 0:0)

#### Gruppe 2
- 27. Dezember 1931: Oxford University – Akademischer EHC Zürich 7:0 (1:0, 1:0, 5:0) oder 7:1 (1:0, 1:1, 5:0)
- 28. Dezember 1931: Racing Club des France Paris – Oxford University 0:0
- 29. Dezember 1931: Racing Club des France Paris – Akademischer EHC Zürich 3:0 (2:0, 0:0, 1:0)

#### Gruppe 3
- 27. Dezember 1931: Zürich Grasshoppers – Cambridge University 11:1 (3:1, 2:0, 6:0)
- 28. Dezember 1931: Berliner SC – Cambridge University 4:1 (2:1, 1:0, 1:0)
- 29. Dezember 1931: Berliner SC – Zürich Grasshoppers 2:0 (1:0, 1:0, 0:0)

### Halbfinale
- 30. Dezember 1931: Oxford University – HC Davos 4:1 (2:1, 1:0, 1:1)
- 30. Dezember 1931: Berliner SC – Racing Club de France Paris 6:0 (0:0, 2:0, 4:0)

### Spiel um Platz 3
- 31. Dezember 1931: HC Davos – Racing Club de France Paris 4:3 n. V. (0:1, 1:0, 2:2, 0:0, 0:0, 1:0)

### Finale
- 31. Dezember 1931: Oxford University – Berliner SC 4:1 (1:1, 0:0, 3:0)